# NGC 3452
NGC 3452 é uma galáxia espiral (Sa) localizada na direcção da constelação de Crater. Possui uma declinação de -11° 24' 18" e uma ascensão recta de 10 horas, 54 minutos e 14,1 segundos.
A galáxia NGC 3452 foi descoberta em 1880 por -.